# St. Georg (Schlimpfhof)

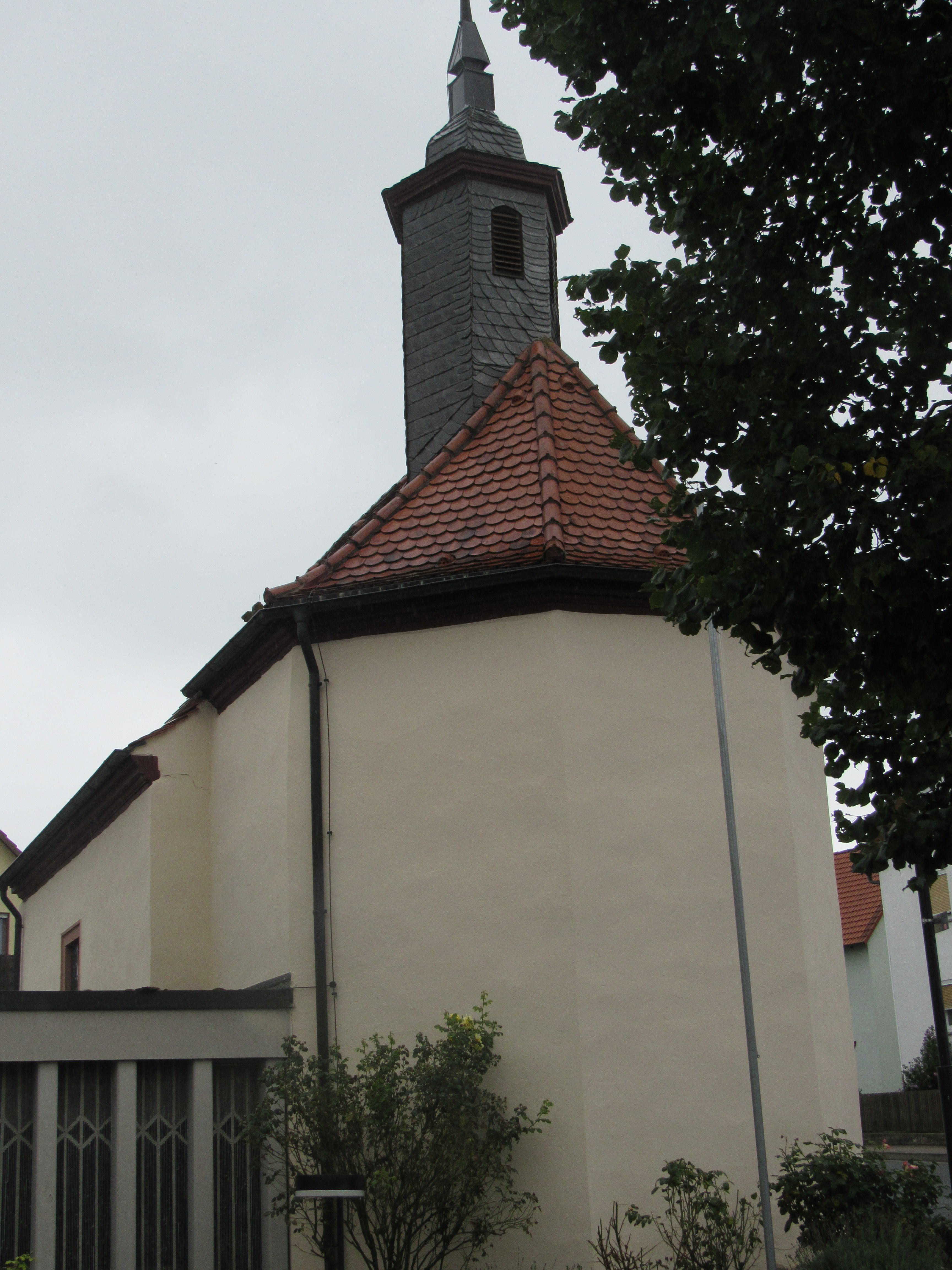
Die Kirche in Schlimpfhof, alter Bau

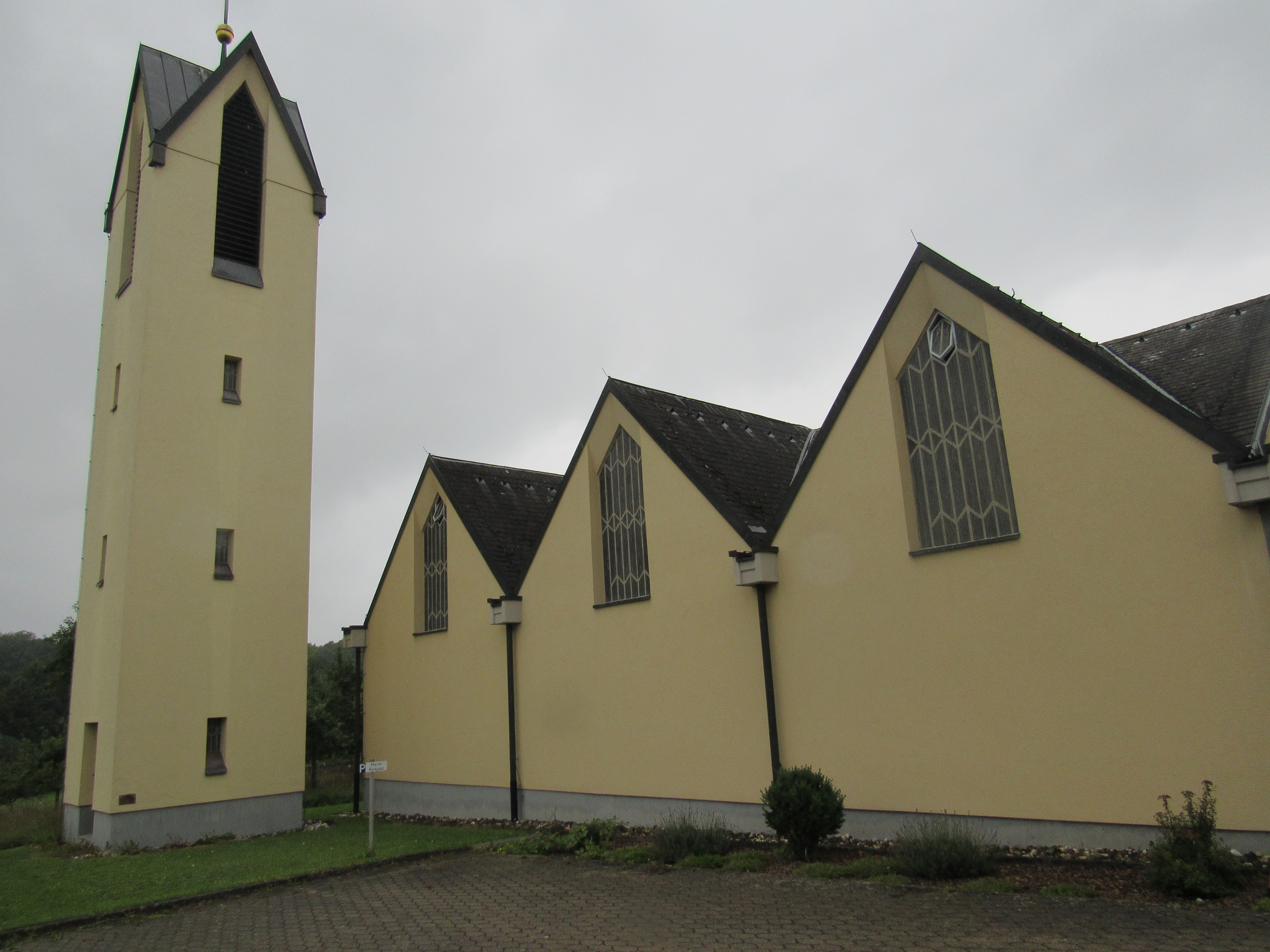
Die Kirche in Schlimpfhof, neuer Bau

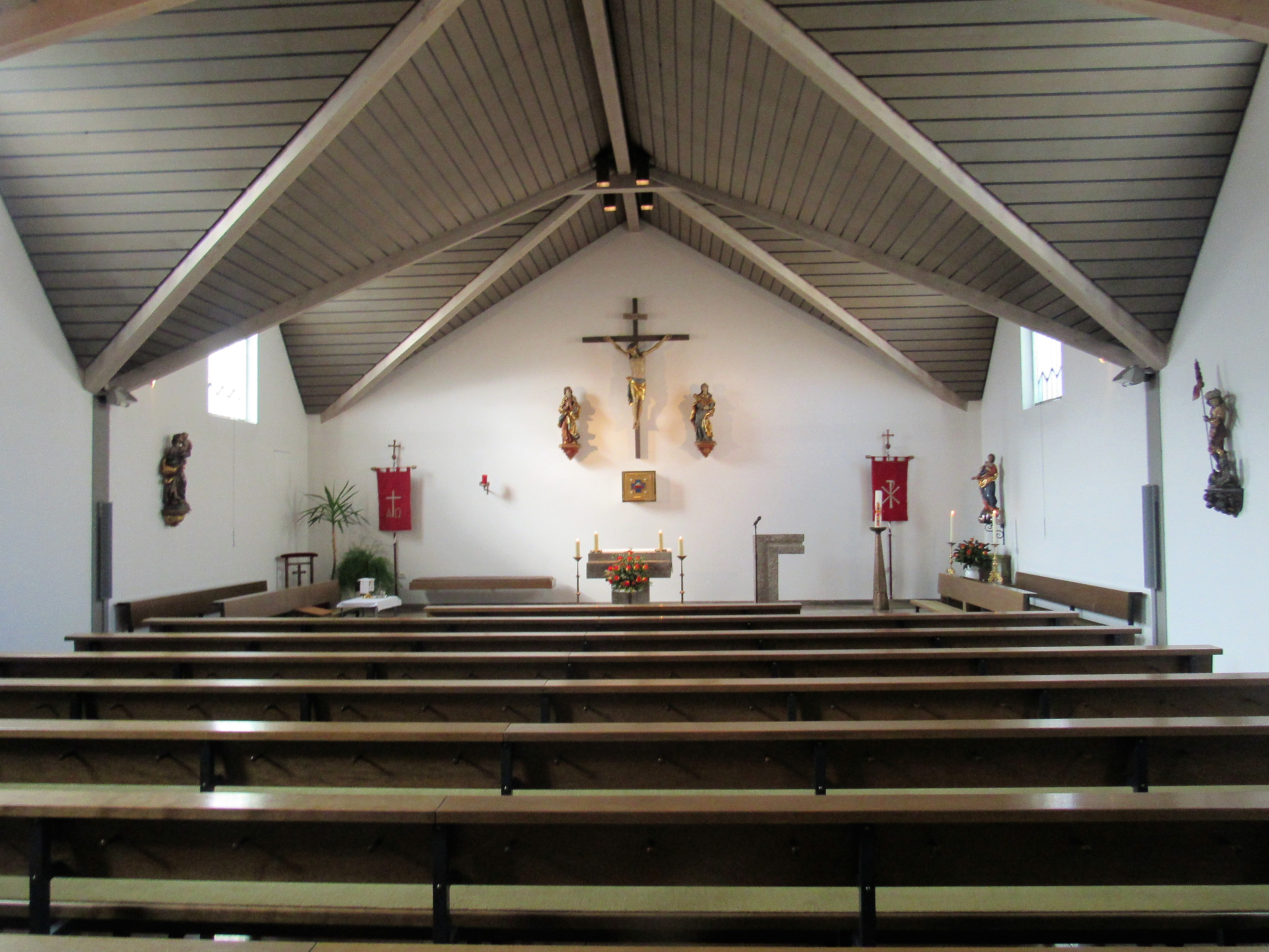
Innenraum des Neubaus

Die römisch-katholische Filialkirche St. Georg ist die Dorfkirche von Schlimpfhof, einem Ortsteil von Oberthulba im unterfränkischen Landkreis Bad Kissingen. Die Kirche gehört zu den Baudenkmälern von Oberthulba und ist unter der Nummer D-6-72-139-35 in der Bayerischen Denkmalliste registriert.

## Geschichte
Schlimpfhof ist eine Filiale der Pfarrei Oberthulba seit ihrer Gründung im Jahr 1571. Die alte Bau der Kirche wurde im Jahr 1751 erbaut. Der neue Bau entstand im Jahr 1975.

## Beschreibung und Ausstattung
Die alte Bau ist als Kapelle anzusehen. Das Langhaus hat lediglich eine Fensterachse. Über dem südlichen Chor mit Fünfachtelschluss erhebt sich der achteckige Dachreiter mit Kuppeldach und Spitze. Die Fenster des alten Baues sind Segmentbögen. Der bedeutend größere neue Bau, der mit dem alten Bau durch die Sakristei verbunden ist, ist ein einheitlicher Saal mit drei Fensterachsen. Er ist nach Westen ausgerichtet. Sein Dach ist innen sichtbar und wird durch die Quergiebel der fünfeckigen Fenster angeschnitten. Der Kirchturm steht als Campanile frei neben dem neuen Bau. Er besitzt ein Graben- und Kreuzdach und fünfeckige Schallfenster. Der Hochaltar im alten Bau ist zweisäulig aufgebaut mit einem Kruzifix anstelle eines Altarbildes. Im neuen Bau ersetzt eine Kreuzigungsgruppe den Hochaltar.